# Michel Jaspers
Michel Jaspers, né à Anvers le 10 avril 1935, est un architecte belge qui est, avec l'Atelier d'Architecture de Genval, l'Atelier d'Art Urbain et le Bureau d'architecture Henri Montois, un des principaux représentants du postmodernisme en Belgique durant les années 1980, 1990 et 2000. 
Il compte parmi ses commanditaires l'Union Européenne (immeuble « Lex », siège du Conseil des ministres européens), l'État Belge (siège du Ministère des affaires étrangères, Tour du Midi, Tour des Finances), le gouvernement de la région flamande (immeubles « Hendrik Conscience », « Graaf de Ferraris », « Boudewijn »), l'Organisation Mondiale des Douanes, les grandes banques belges (siège de KBC, tour Dexia rebaptisée tour Rogier), les grandes entreprises belges (sièges de Tractebel, Proximus, Casterman)...

## Biographie

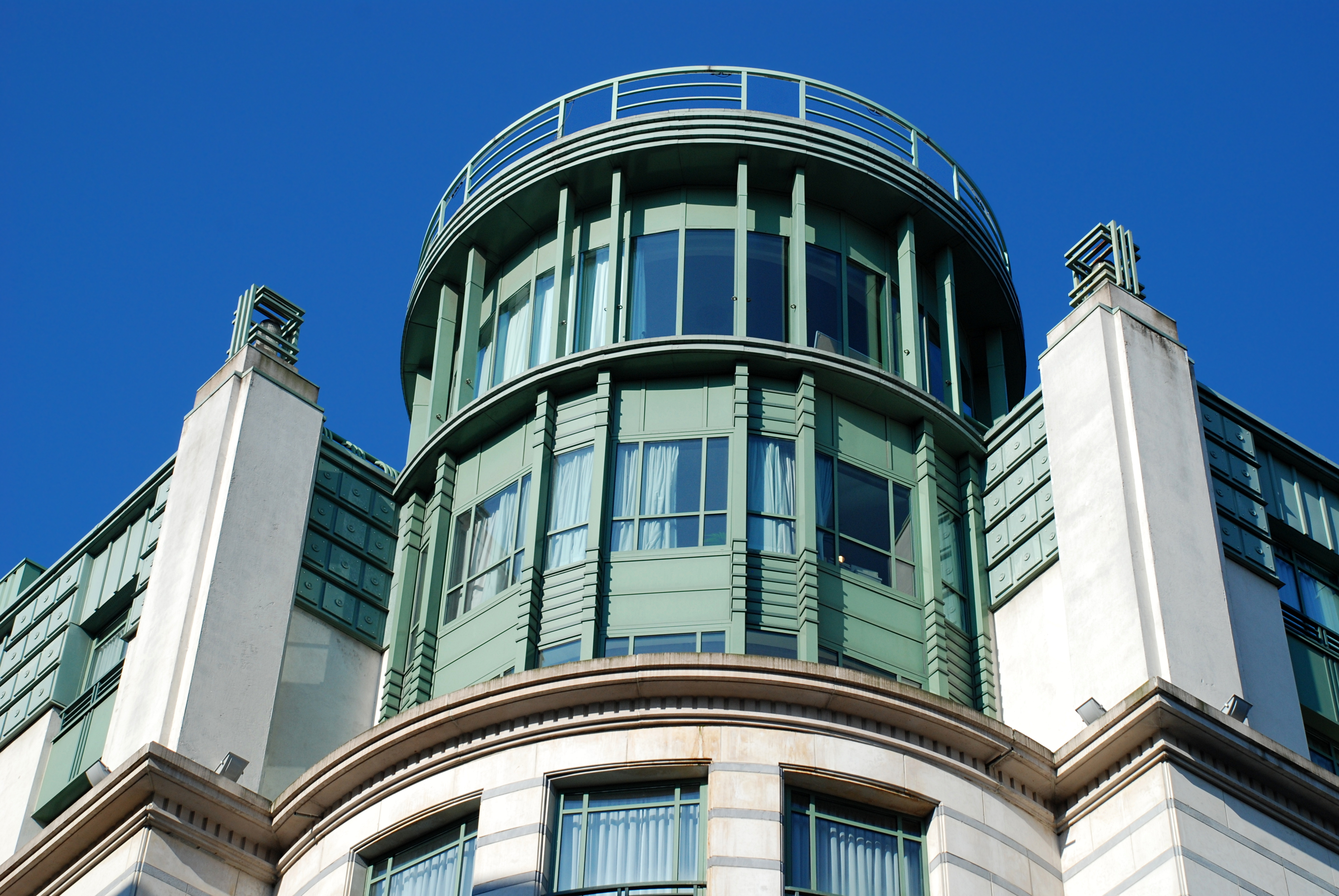
Hôtel Radisson SAS (1989).

Après une formation à Sint-Lukas à Bruxelles et à la Cornell University à New-York, Michel Jaspers entre dans la vie active en 1960, d'abord en collaboration puis à partir de 1980 à la tête de son propre bureau ou en duo avec Philippe Samyn, ou l'Atelier d'Art Urbain.
Michel Jaspers a fondé avec Johny Eyers le bureau Jaspers-Eyers.
Après s'être essayé au fonctionnalisme, il devient un adepte affirmé du postmodernisme. Disciple appliqué des grands courants mondiaux qu'il est parvenu à transplanter, même s'il n'est pas lui-même, comme les Hankar, Horta, Van de Velde, Aalto, Niemeyer ou Bofill, le créateur d'un nouvel art et d'une nouvelle tendance de bâtir, après quelques tâtonnements et certaines lourdeurs, il a donné quelques envois qui, malgré leurs dimensions hors mesures, conservent un équilibre et ne dénotent pas trop dans l'harmonie urbaine. Le siège de la CERA à Leuven et l'immeuble de la Kredietbank à Bruxelles sont peut-être ses meilleures réussites.

## Réalisations de Michel Jaspers et du bureau Jaspers-Eyers

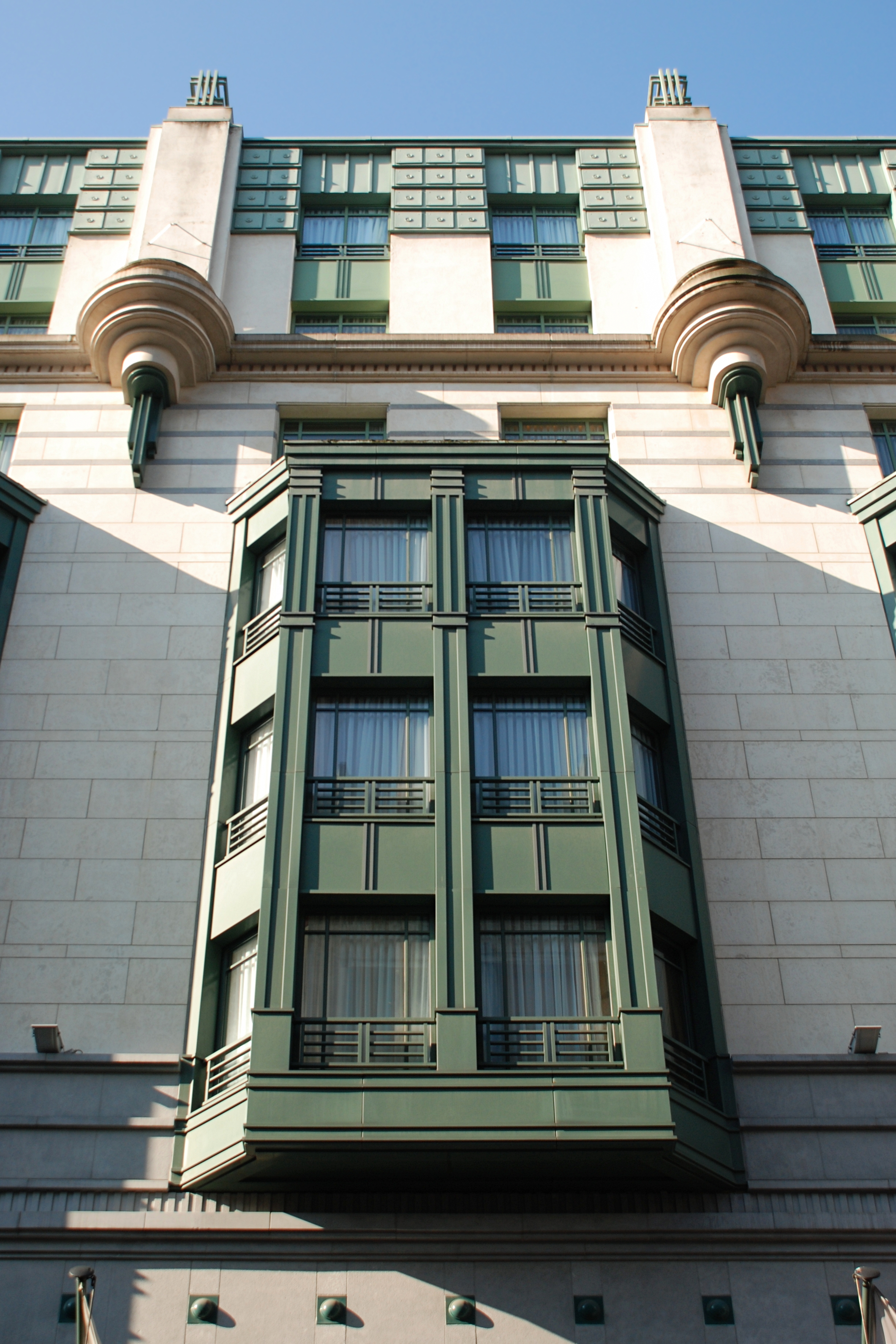
Hôtel Radisson SAS.

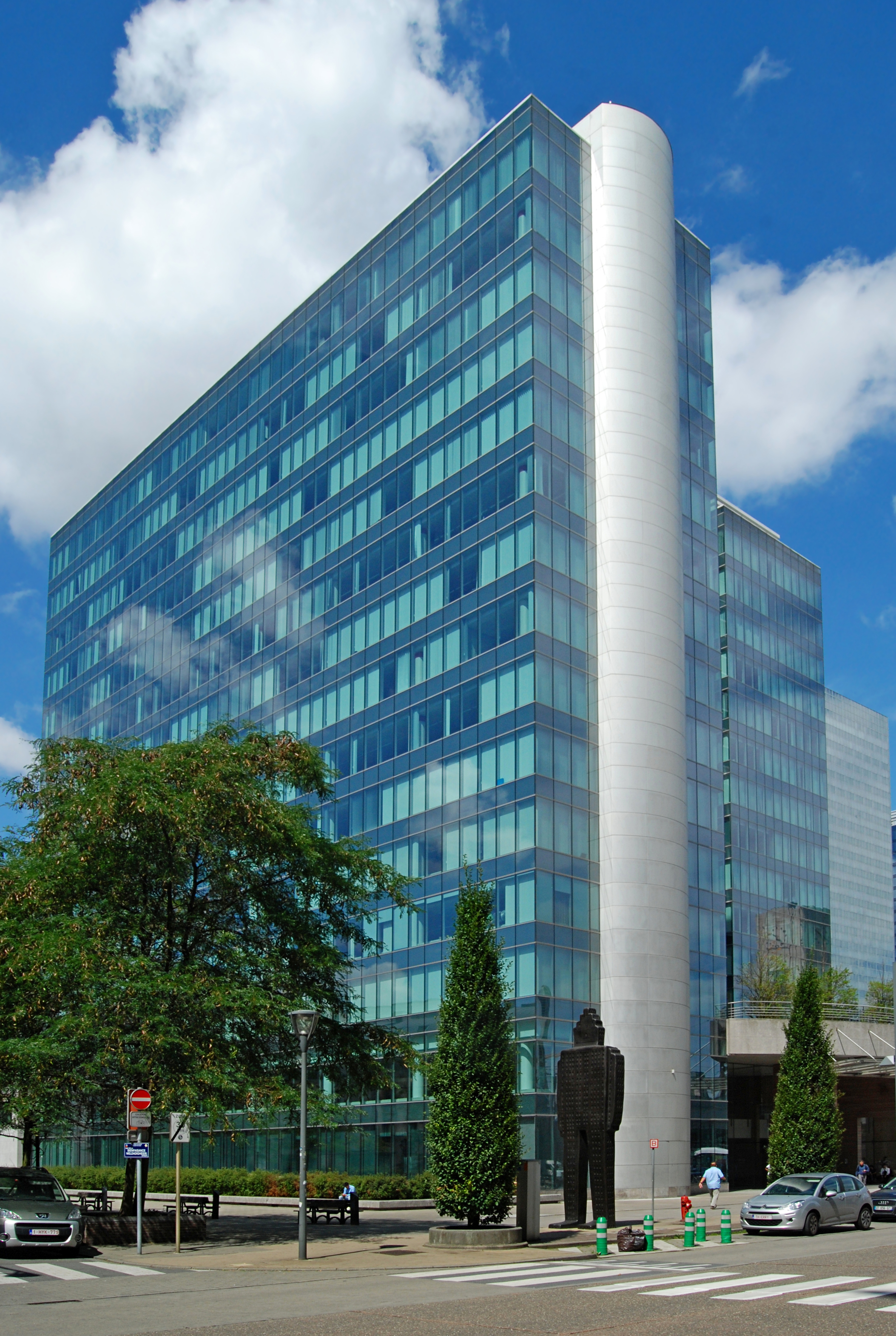
Statue La ville en marche de Jean-Michel Folon au pied du Boréal.

### À Bruxelles
- 1988-1990 Tractebel, avenue Ariane 7[1]

- 1989-1991 « Ariane », avenue Ariane  5

- 1989 Hôtel Radisson SAS, rue du Fossé aux Loups 47 (avec l'Atelier d'Art Urbain)[2],[3],[4],[5]

- 1989 « Boudewijn » ou « Noord Building », surnommé « De Schans » (Vlaamse overheid, administration de la Région flamande), boulevard Baudouin n°30, angle du boulevard Baudouin et du boulevard du Roi Albert II (avec l'Atelier d'Architecture de Genval et les architectes Vander Elst, Polak, René Stapels et Géo Bontinck)[2],[6] (démoli en 2018[7],[8])

- 1991-1993 « North Plaza », boulevard du Roi Albert II n° 7-9 (avec Michel Marijnissen)[2]

- 1994 Siège de la Kredietbank (devenue KBC en 1998), avenue du Port 2 (avec l'Atelier d'Art Urbain)[5],[9]

- 1995 « North Gate I & II & III » boulevard du Roi Albert II n° 6-16 (portes inspirées de Frank Lloyd Wright) (avec l'Atelier d'Architecture de Genval)[2]

- 1996 Tours Belgacom (devenues Tours Proximus), Boulevard du Roi Albert II n°27[2]

- 1996 Ministère des Affaires étrangères (« Egmont I » et « Egmont II »), rue des Petits Carmes 15[10],[11]

- 1997 « Graaf de Ferraris », ministère flamand de l'environnement et de l'infrastructure, boulevard du Roi Albert II n°20[12] avec l'Atelier d'Architecture de Genval[2]

- 1998 « Phœnix Building », Boulevard du Roi Albert II n°19[13]

- 1998 « Hendrik Conscience », ministère flamand de l'enseignement et de la formation, boulevard du Roi Albert II n°15[2]

- 1998 « Extensa Square » (ING, Mobistar...), rue Colonel Bourg 149 à 155 à Evere

- 1999 Siège de l'Organisation Mondiale des Douanes (World Customs Organization), rue des Croisades 22 (avec Michel Marijnissen)

- 1999 Casterman, rue Royale 132 (avec l'Atelier d'Art Urbain)

- 2001 « Immeuble Boréal » (ancien siège de Proximus), rue du Progrès 56

- 2002 « City Atrium », rue du Progrès 56

- 2003 Wijnegem Shopping Center[14]

- 2003-2004 « North Galaxy Towers », boulevard du Roi Albert II 33 (avec Montois et Art & Build)[2],[15]

- 2004-2006 Tour Dexia (rebaptisée Tour Rogier), érigée sur le site de l'ancien Centre international Rogier (ancienne « tour Martini »), place Charles Rogier (avec Philippe Samyn)[16],[17],[2]

- 2004-2006 « Lex », rue de Loi 121-147 (face au « Charlemagne »), siège du Conseil de l'Union Européenne (conseil des ministres européens)[17]

- 2008-2011 Tours Engie, boulevard Simon Bolivar

- 2018-2021 : Tours Quatuor, boulevard Baudouin 30

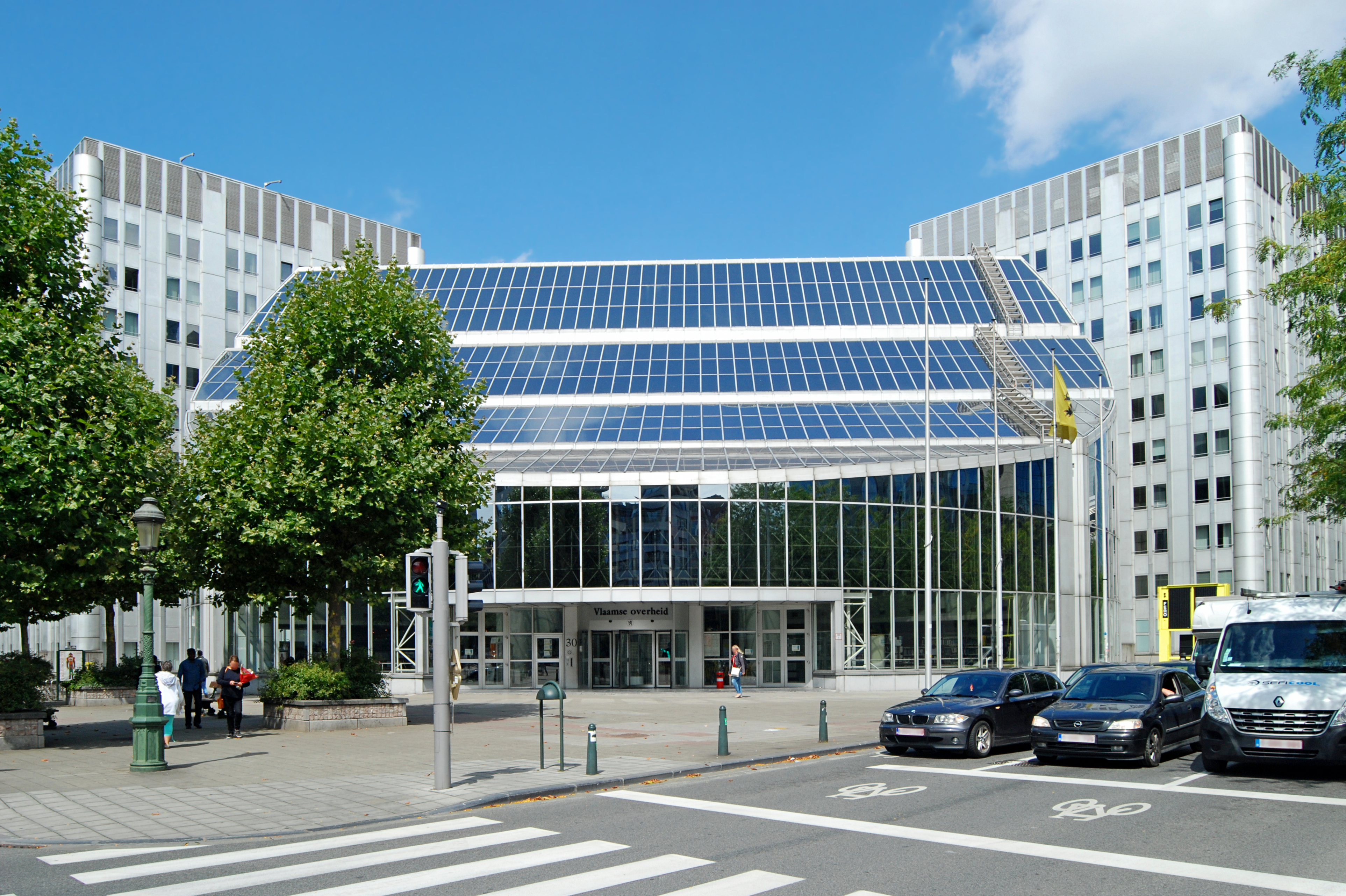
« Noord Building » (1989) (démoli en 2018).
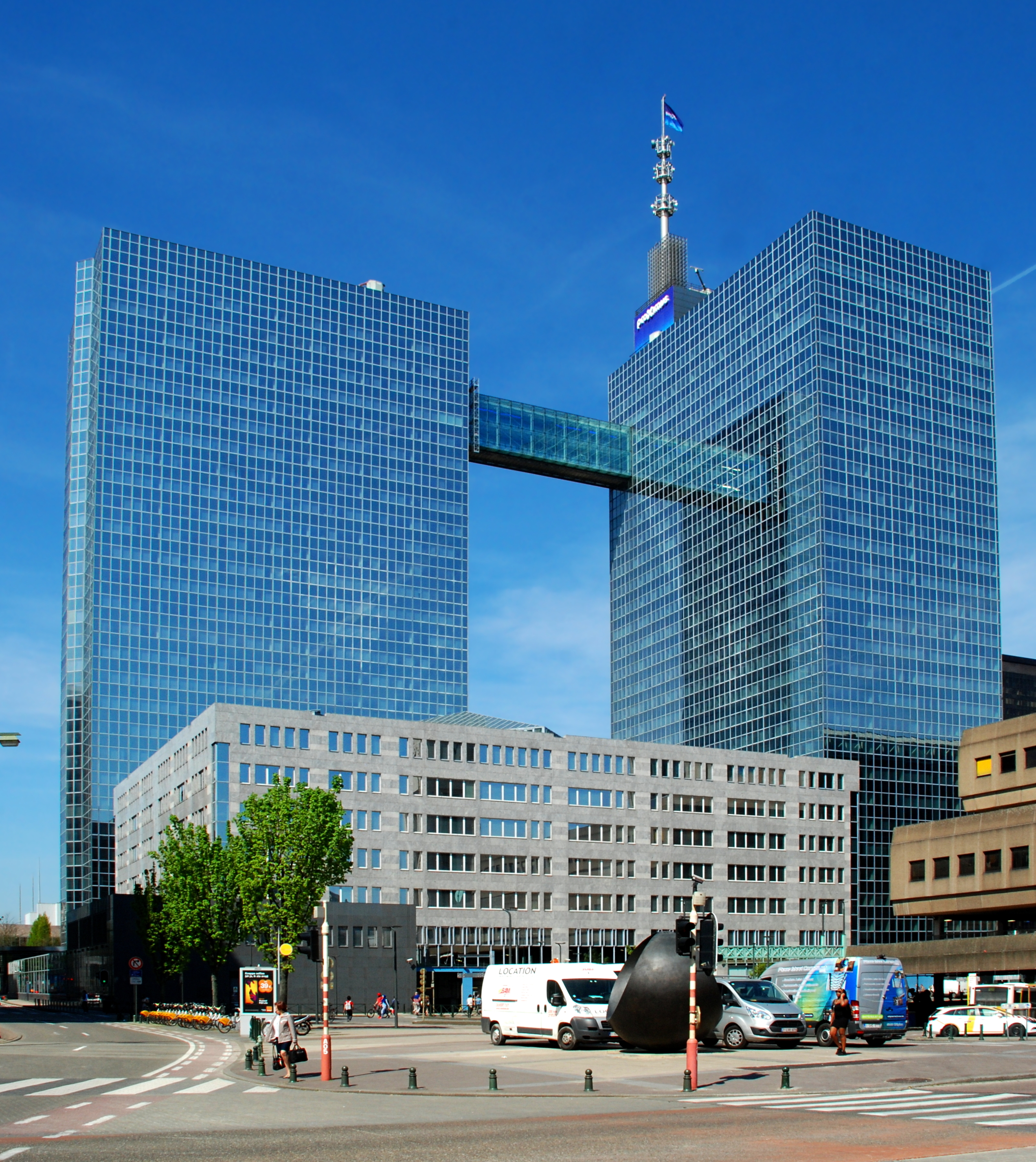
Tours Belgacom (1996) devenues Tours Proximus.
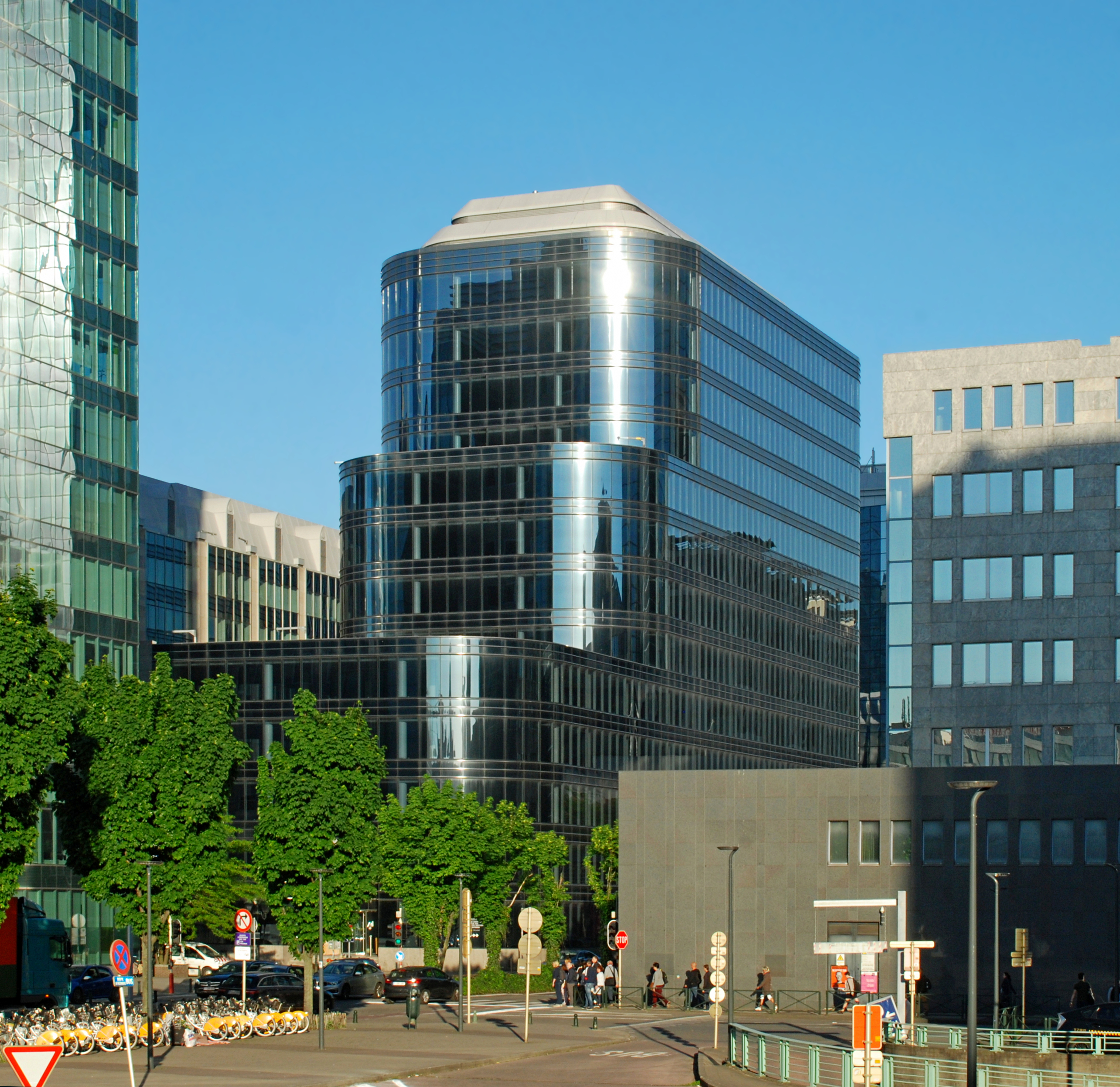
Phœnix Building (1998).
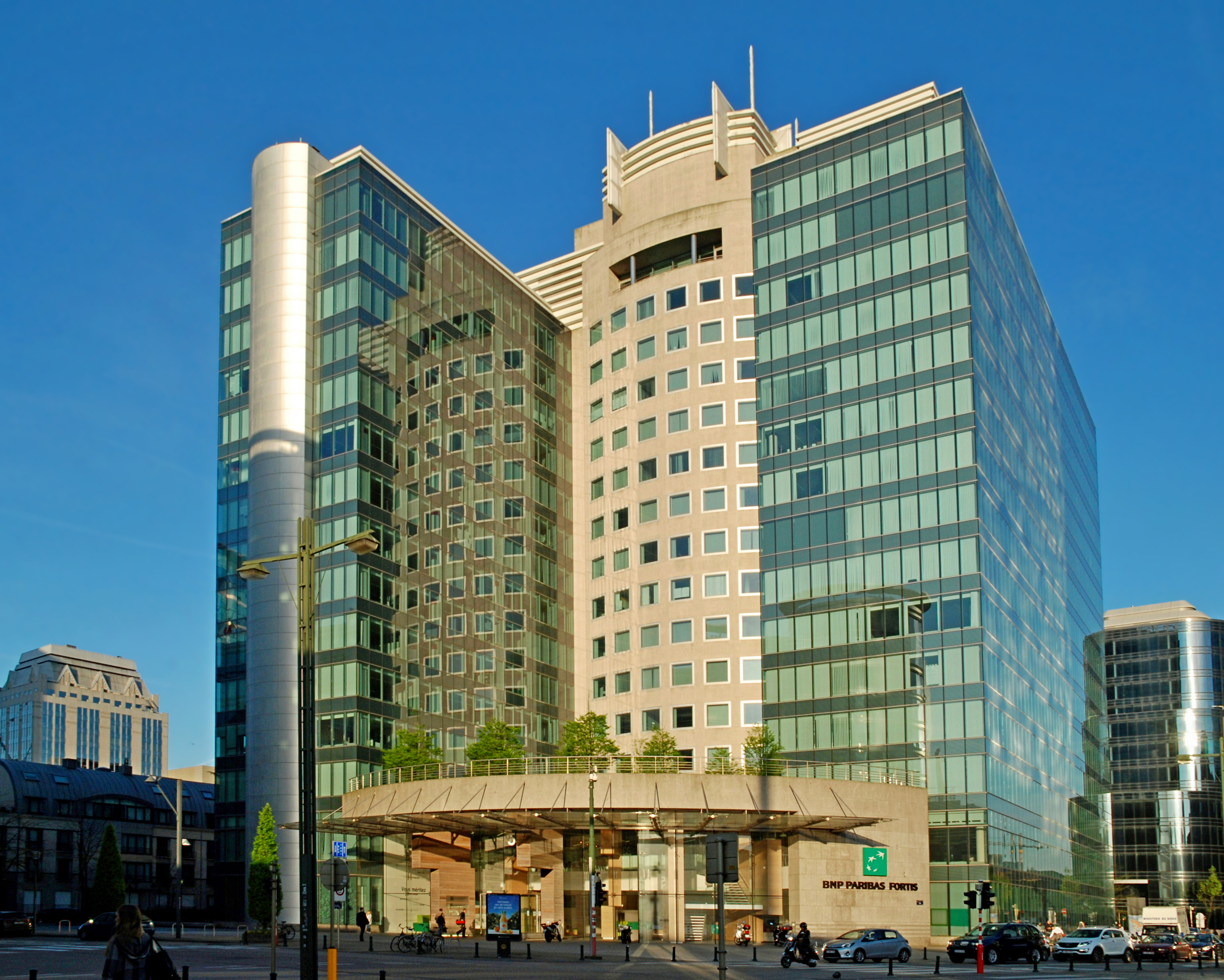
Immeuble Boréal (2001).
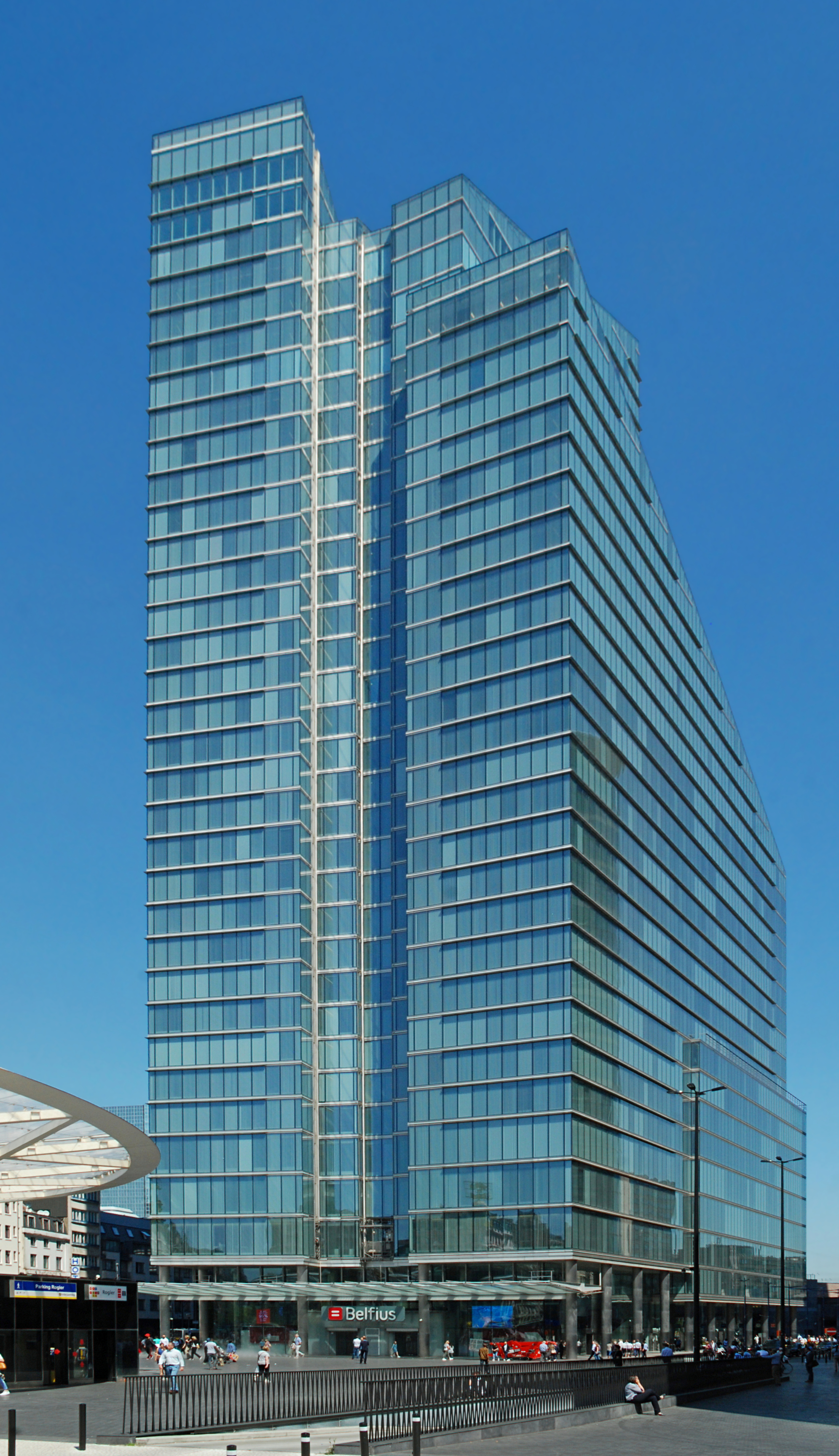
Tour Rogier (2006).

### En Flandre
- 1990 à 2004 : « Ikaros Business Park » à Zaventem (Leuvensesteenweg / Ikaroslaan)[18]
- 1991-1996 Siège de la KBC à Louvain[19]
- 2017 « Gateway » (siège de Deloitte, avec A2RC)[20]
- 2017 « The Circle », siège de Barco à Courtrai

## Rénovations
- 1993 Rénovation de la Tour du Midi (surnommée « Tour des pensions » car elle abrite l'Office national des Pensions), avenue Paul-Henri Spaak 2-4 (avec Art & Build)[2],[21]

- 2005, avenue de Cortenberg 69-71[22]

- 2005-2008 Transformation de la tour des Finances[23]

- 2008-2009 Rénovation de l'immeuble t'Serclaes, rue Montagne aux Herbes Potagères 24-26

- 2012 Projet de rénovation de l'ancien siège de la Caisse Générale d'Épargne et de Retraite (avec le bureau A2RC)[24]